# Albert Champion
Albert Champion (Parigi, 5 aprile 1878 – Parigi, 26 ottobre 1927) è stato un ciclista su strada e pistard francese, vinse la Parigi-Roubaix 1899, edizione corsa dietro derny, diventando il primo ciclista francese capace di riuscire in questa impresa.

## Biografia
Dopo la vittoria alla Parigi-Roubaix emigrò negli Stati Uniti per correre nelle gare su pista, all'epoca molto popolari in questa nazione. 
Fondò a Flint nel Michigan la Champion Ignition Company, produttrice di candele per veicoli. Alla sua morte la società fu venduta dagli eredi alla General Motors.
Tornato in Francia vinse il campionato nazionale di mezzofondo.

## Palmarès

### Strada
- 1899

Parigi-Roubaix

### Pista
- 1904

Campionati francesi, Prova del Mezzofondo

## Piazzamenti

### Classiche monumento
- Parigi-Roubaix

1899: vincitore